# Теплота розчинення
Теплота розчинення (англ. solution heat, нім. Auflösungswärme f) — тепловий ефект або зміна ентальпії системи, викликані розчиненням одного моля субстрату (речовини) в певній кількості розчинника. Може бути як додатною, так і від'ємною. Наприклад, для гідроксиду калію ∆H° = −55,65 кДж/моль, а для нітрату амонію ∆H° = +26,48 кДж/моль.